# Curon (serie televisiva)
Curon è una serie televisiva italiana di genere fantastico creata da Ezio Abbate, Ivano Fachin, Giovanni Galassi e Tommaso Matano per Netflix.
La prima stagione, composta da sette episodi, è stata pubblicata il 10 giugno 2020 sulla piattaforma di streaming online Netflix in tutti i paesi in cui il servizio è disponibile.

## Trama
Anna Raina, una donna milanese, fa ritorno dopo 17 anni di assenza nel natio paese di Curon, piccola località di montagna sulle rive di un lago su cui circolano strane leggende, insieme ai figli gemelli adolescenti Mauro e Daria. Nonostante i tentativi di dissuasione del nonno Thomas, la famiglia si stabilisce nell'inquietante albergo di quest'ultimo. Mentre i ragazzi si ambientano nella nuova realtà, Anna scompare misteriosamente; nel tentativo di ritrovarla, i gemelli scoprono i numerosi misteri del paese e sono costretti ad affrontare un'oscura eredità familiare.

## Episodi
| Stagione       | Episodi | Pubblicazione |
| -------------- | ------- | ------------- |
| Prima stagione | 7       | 2020          |

## Personaggi e interpreti
- Anna Raina, interpretata da Valeria Bilello.
Madre di Mauro e di Daria. Torna a Curon dopo tanti anni e sparisce nel nulla, dando il via agli avvenimenti centrali della serie.
- Thomas Raina, interpretato da Luca Lionello.
Padre di Anna e nonno di Mauro e Daria.
- Mauro Raina, interpretato da Federico Russo.
Figlio di Anna e fratello di Daria; più timido e riservato della sorella cerca in tutti i modi di ritrovare la madre. Utilizza un apparecchio acustico dato che da piccolo in seguito ad una caduta perse parzialmente l'udito.
- Daria Raina, interpretata da Margherita Morchio.
Figlia di Anna e sorella di Mauro. È più sciolta ed estroversa di Mauro ma anche (inizialmente) più diffidente a proposito dei misteri di Curon, inizialmente pensa di provare qualcosa per Micki ma poi capisce che si sbaglia, avvicinandosi invece al fratello Giulio
- Klara Asper, interpretata da Anna Ferzetti. Moglie di Albert, madre di Giulio e Micki e insegnante del paese. È fortemente cattolica e da sempre innamorata di Albert, tanto da mantenere il segreto del fatto che in realtà si tratta di un doppelgänger. Quando si rende conto che il marito ama ancora Anna e non lei la sua rabbia e repressione fa uscire dal lago la sua ombra.
- Albert Asper, interpretato da Alessandro Tedeschi. Marito di Klara e padre di Micki e Giulio. Fa il cacciatore.
- Micki Asper, interpretata da Juju Di Domenico. Figlia di Klara e Albert. Si tratta di una ragazza solare e aperta, che grazie e Daria capisce di essere omosessuale, nonostante essa la rifiuti. Col tempo diventerà amica di Mauro e stringerà sempre di più i rapporti col fratello Giulio.
- Giulio Asper, interpretato da Giulio Brizzi. Fratello di Micki, pratica box ad alti livelli e sogna di lasciare Curon il prima possibile, verso la fine della prima stagione si avvicina sempre di più a Daria e stringe i rapporti con la sorella
- Michael Ober, interpretato da Max Malatesta.
- Lukas, interpretato da Luca Castellano.
Migliore amico di Micki, in realtà è innamorato di lei e ciò, insieme ad altri fattori repressi, fa uscire la sua ombra dal lago, che lo uccide e prende il suo posto: si tratta di uno dei doppelgänger più cattivi e senza ritegno
- Davide, interpretato da Sebastiano Fumagalli.
- Anna Raina da giovane, interpretata da Mihaela Dorlan.
- Lili Raina, interpretata da Katja Lechthaler.
- Berger, interpretato da Salvatore De Santis.
- Matteo, interpretato da Giuseppe Gandini.
Padre di Lukas.
- Albert Asper da giovane, interpretato da Filippo Marsili.
- Pietro, interpretato da Giulio Cristini.
Padre di Mauro e di Daria.
- Daniel, interpretato da Christoph Hülsen.
- Don Luigi, interpretato da Maximilian Dirr.
- TBA, interpretato da Markus Candela.
- TBA, interpretata da Greta Sacco.
- Klara da giovane, interpretata da Federica Pocaterra.

## Produzione

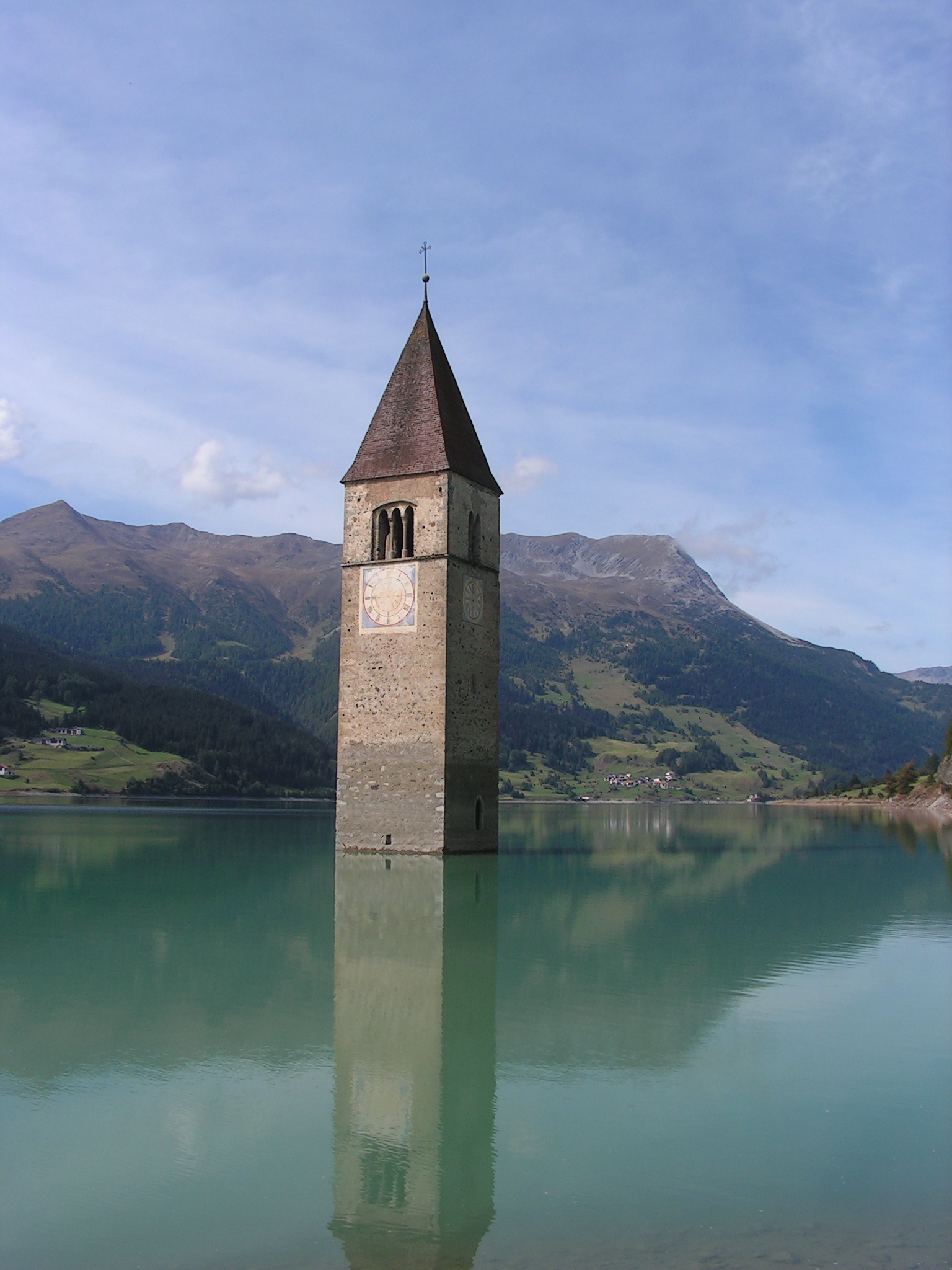
Il campanile sommerso nel Lago di Resia, che confina con Curon Venosta.

Le riprese sono avvenute a Curon Venosta, sulle sponde del lago di Resia (Bolzano) e in altre località del Trentino-Alto Adige. Nel 2020 ha ricevuto una nomination per la migliore Location cinematografica europea all'EUFCN Location Award.

## Accoglienza
Sul sito aggregatore di recensioni Rotten Tomatoes, la serie televisiva detiene un gradimento del 71% basato su 7 recensioni professionali.